# Donji Bitelić
Donji Bitelić je sastavni dio sela Bitelić koje se nalazi u općini Hrvace, u Splitsko-dalmatinskoj županiji. 
Smješten je na južnim obroncima planinskog masiva Dinare i zaravni iznad korita rijeke Cetine.

## Zemljopis
Naselje se nalazi istočno od Zasioka, sjevero i zapadno od Gornjeg Bitelića, koje dijeli vodotok ponornice Ponikve, Mrsanova kuća, Dubrave te istočno od Đomića i prema Cetini.
U zasoke Donjeg Bitelića spadaju: Donji Jukići, Torina, Đomići-Buljani, Gornji Buljani koji se dijele na Škrabiće, Vignjište i Dutkiće, Vulići, Hrgovići, Gornji Jukići, Kelavići, Jovići, Govorušići. Uz navedena naselja u katastarsku općinu Bitelić Donji spada i Brana Peruća te dio ravnog Vrdova. Vrdovo se nalazi na planini Dinari i koristi za ljetnu ispašu stoke te kosidbu sijena. Na području Ravnog Vrdova smještene su staje koje su poredane isto kao naselja u Donjem Biteliću.
Nedavno je na Vrdovu u području zvano Sveti Jakov izgrađen planinarski dom koji se može koristiti za smještaj planinara i izlet u netaknutu prirodu Dinare i planinskog vrha Troglav. Uz sami planinarski dom na mjestu srušene kapelice napravljena je nova kapelica svetog Jakova zaštitnika planinarskog društva i toga dijela brda Vrdovo. Svetog Jakova.

## Stanovništvo
Po popisu stanovništva (2001.) u Donjem Biteliću bili je 424 stanovnika. Stanovništvo je većinom hrvatske nacionalnosti i rimokatoličke vjeroispovjedi, uz mali broj pripadnika srpske nacionalne manjine. Broj stanovnika je u opadanju kao u većini okolnih mjesta zbog iseljavanja stanovništva u gradove i ratnih zbivanja krajem prošlog stoljeća kojim je to područje bilo zahvaćeno.
Stanovništvo većinom živi u zaseocima koja nose naziv po prezimenima Jukić, Buljan, Vulić, Hrgović, Kelava, Jović, Govorušić.
Srpsku nacionalnu manjinu čine Jovići.
| broj stanovnika | 639   | 641   | 671   | 717   | 784   | 733   | 651   | 720   | 665   | 1055  | 999   | 924   | 694   | 615   | 424   | 317   | 237   |
|                 | 1857. | 1869. | 1880. | 1890. | 1900. | 1910. | 1921. | 1931. | 1948. | 1953. | 1961. | 1971. | 1981. | 1991. | 2001. | 2011. | 2021. |